# باتلفيلد: باد كامباني 2
ساحة المعركة:الرفقة السيئة 2 وهي لعبة من المنظور الأول وتسمى اللعبة (بالإنجليزية: Battlefield:Bad Company 2)‏ وهي من إصدار شركة إلكترونيك آرتس (EA) وهي من تطوير دايس (DICE). وتختلف اللعبة عن الجزء السابق من حركة اللاعب والرسوميات، وأيضا إضافة مركبات جديدة مثل الدراجات النارية وغيرها من المركبات ذو الحجم الكبير وتاريخ اصدارها المتوقع 2 مارس 2010

## فكرة اللعب
اقض على الاعداء عن طريق إطلاق النار عليهم، تنقل عبر الاسلحة واختار ما يناسب خطتك، إذا اصبت في مناطق حساسة فهذه نهايتك، حين تشاهد دمك يتدفق على اطراف الشاشة، فعليك الاحتماء خلف حاجز حتى تستجمع صحتك.
ليس هناك مكان آمن.أي مبنى وجميع الاشياء التي يمكن الاحتماء بها قابلة للتحطم أو الزوال إذا تم إطلاق ما يكفى من النيران عليها لتحطيمها، أي شخص ينتهى به الامر داخل مبنى يتحطم فسيدفن حيا.
يمكن أخذ أي من الأسلحة التي تجدها ملقاة، لكنك لا تستطيع حمل أكثر من سلاحين سوية.

## اللعب الفردى
خذ فريقك إلى مناطق الاعداء بعد أن تفاقمت بعض التوعدات بين الولايات المتحدة الأمريكية وروسيا مهددة بتحويل أمريكا إلى مقبرة.استخدم أي عربة تراها، ودمر أي عقبة تقف امامك، وتسابق مع الزمن لكشف اسرار المؤامرة الروسية التي قد تقلب نتائج الحرب في ومضة مدمرة واحدة.احتمالات النجاة ضئيلة.لذا فهم قرروا إرسالك.

### برستون مارلو(أنت)
انضم الجندى مارلو إلى منظمة Bad Company بعد أن خاض الحروب خلال جيلين كاملين، في محاولة لخوض المزيد من المعارك.الآن وكونه اخر مجند في المنظمة، سيحصل مارلو على كامل الاحداث التي يستطيع احتمالها وربما أكثر.

### الرقيب (قائد الفرقة)
الرقيب صامويل دى ريدفورد هو الجندى الوحيد الذي طلب الانتقال إلى منظمة Bad Company.يعتبر البعض ذلك القرار جنونى وانتحارى، لكن الرقيب لديه أسبابه الخاصة.فقد اعتاد النعامل دوما بأسلوب الحياة العسكرية، وكذلك عائلته.لكن ليس بعد الآن.وبالاخص بعد حادثة Sadiz.

### سويت ووتر (اخصائى التقنية والاتصالات)
يعتبر المجند تيرينس سويت ووتر ذكى للغاية.فقد وضع رئيسه اسمه ضمن منحة دراسية جامعية، ظنا منه ان عقله سيجعله يستمر في العمل خلف المعدات.ولربما كان ذلك سيحدث لولا أنه حمل فيروس «بشكل عرضى» إلى شبكة الأمن العسكري التي لم يكن مقدرا له الوصول إليها في المقام الأول.

### هاغرد (خبيرالمتفجرات)
يعشق المجند جورج غوردن هاغرد جونيور البقاء في منظمة Bad Company.تتضمن صفات شخصيته الجيدة سيطرة منخفضة على نزوراته، وقلة النظافة المستمرة، ومعلوماته الواسعة عن المتفجرات.الميزة الوحيدة هي ان هاغرد جندى متميز لكنه...غير تقليدى بعض الشئ.وصاخب للغاية.

## اللعب الجماعى
تحدى العالم في مباريات جماعية مبنية على تنفيذ الاهداف.يمكن جمع ما يصل إلى 32 لاعبا للدفاع عن لأغراض ومواقع معينة، أو يمكنك حذف خصمك من الخريطة.اختر العدة المناسبة للمشاة أو العربات القتالية، واختبر المدة التي يمكنك الصمود فيها.

### النمط السريع (Rush)
دافع أو دمر زوجا من محطات M-COM طوال فترة صمود الدعم.يمكن تدمير محطة M-COM كذلك عبر تحطيم المبنى الذي توجد داخله.

### نمط الفتح (Conquest)
استولى على الرايات وحافظ عليها لأطول فترة ممكنة ضد جميع القادمين.سيتم إيقاف إمكانية تحرير العربات كنقاط تحكم.لكن بالمقابل تحصل على نقاط المكافآت في حال إيقاع خسائر.

### النمط السريع مع الفرقة(Squad Rush)
نمط سريع لكن يُلعب بأسلوب محكم، حيث تتواجه فرقتين وجها لوجه مقابل محطتين M-COM فرديتين.دمر المحطة أو ادفن كامل تعزيزات الخصم كى تربح.

### صراع الفرقة حتى الموت(Squad Deathmatch)
أربعة فرق وعربة مشاة قتالية واحدة تحوم داخل الخريطة.اقض على الفرق الأخرى قبل أن يقضوا عليك.أول فرقة تحقق خمسين مرة قتل تكون الفائزة.

### الهجومى(On-Salught)
يجلب اللعب التعاوني في ساحة المعركة. يضعك أنت وحتى ثلاث أصدقاء ضد العدو في Valparaiso، Atacama Desert، Isla Inocentes, Nelson Bay
مع تصميم الإضاءة الجديدة، والتوقيت اليومى، والمركبات الجديدة وغيرها من التأثيرات.
كل خريطة لها تركيز لعب مخصص، وتتطلب مستويات مختلفة من العمل الجماعي من أجل استكمال
الأهداف ضد هجمة العدو. حرب مركبات تأتي في مقدمة صحراء اتاكاما في حين خليج نيلسون يركز تماما على هجوم المشاة. يمكن أن يتنافس اللاعبون في فرق ويفحصون التقدم الفردي عبر جدول متصدرين نمط هجمة.(فقط متاح لمستخدمى ps3، xbox 360)

## أنواع المعدات

### المهاجم(Assault)
رأس الحربة في أي مجموعة هجومية أو دفاعية، حيث تحمل معها بنادق قتالية قوية وقاذفات قنابل كى تشق الطريق بسرعة.
الأسلحة المتاحة
- AEK 970
- XM8 Prototype
- F2000
- STG.77
- AN94 Abakan
- M416
- M16A2

### المهندس (Engineer)
ميكانيكو المعارك البارعون في إصلاح العربات الصديقة وتدمير دروع الأعداء.يحمل المهندسونمجموعات SMG لمواجهة الأهداف البشرية.
الأسلحة المتاحة
- 9A91 Avtomat
- Scar L Carbine
- XM8 Compact
- AKS 74U Krinkov
- UZI
- PP-2000
- UMP 45

### المسعف (Medic)
يجب على المسعفين الذين ألقو قسم أبقراط أن يجلسوا في المقعد الخلفى، حيث يحملون العقار وأدوية الرجفان للأصدقاء، كما يحملون معهم رشاشات خفيفة للتصدى للأعداء.
الأسلحة المتاحة
- PKM
- M249 SAW
- Type 88
- M60
- XM8 LMG
- MG36
- MG3

### الاستطلاع (Recon)
خبراء التخفى، حيث يختص المستطلعون بإصابة الخصوم مستخدمين عدة القنص، أو تخريب عربات الأعداء بمتفجرات C4، أو تنفيذ هجمات مستخدمين مدافع هاون عبر مناظير خاصة.
الأسلحة المتاحة(قناصات)
- M24
- Type 88
- SV98
- SVU Snaiperskaya Short
- GOL
- VSS Snaiperskaya Special
- M95

### أسلحة متاحة لجميع المعدات
- M9 Pistol
- WWII M1 Garand
- WWII M1911 Pistol.45
- 870 Combat Shotgun
- MP 443 GRACH Pistol
- Saiga 20K Semi Auto Shotgun
- MP 412 REX Revolver
- Tracer Dart Pistol
- WWII M1A1 Thompson
- M93R Burst Machine Pistol
- Spas 12 Combat Shotgun
- M14 MOD 0 Enhanced Rifle
- Neostead 2000 Combat Shotgun
- USAS 12 Auto Shotgun
- G3 Assault Rifle

## الخرائط
| اسم الموقع     | خاصية اللعب | طبيعة الموقع |
| -------------- | ----------- | ------------ |
| Panama Canal   | مشاة\عربة   | صناعي        |
| Valparaiso     | مشاة        | أدغال        |
| Isla Inocentes | مشاة\عربة   | مجموعة جزر   |
| Atacama Desert | عربة        | صحراء        |
| Arica Harbor   | مشاة\عربة   | منطقة مدنية  |
| White Pass     | مشاة        | منطقة مدنية  |
| Laguna Presa   | مشاة        | أدغال        |
| Port Valdez    | عربة        | صناعي        |

### خرائط أولية للأشخاص الهامة (VIP Map Kit)
| اسم الموقع  | خاصية اللعب | طبيعة الموقع |
| ----------- | ----------- | ------------ |
| Laguna Alta | مشاة\عربة   | أحراش        |
| Nelson Bay  | مشاة        | غابة ليلا    |

### خرائط جديدة VIP MAP PACK 7
| اسم الموقع  | خاصية اللعب | طبيعة الموقع |
| ----------- | ----------- | ------------ |
| Oasis       | مشاة\عربة   | ساحلى        |
| Harvest Day | مشاة        | مدنى         |
| Heavy Metal | مشاة\عربة   | سلاسل جبال   |
| Cold War    | مشاة        | ثلج          |

تاريخ الإصدار 31 من نوفمير 2010

## العربات
إذا استطعت مشاهدتها، فبإمكانك قيادتها، وهي (ثقيلة، خفيفة، برية، مائية، متحركة أو ثابتة)
ومنها
- ATV
- AH-60 Apache
- Anti-Aircraft Armored Vehicle
- blackhawk
- Humvee
- M1A2 Abrams MBT
- M3A3 Bradley IFV
- T-90 MBT
- UAV

## الاصوات في اللعبة
الاصوات في اللعبة هي تقنية من تطوير شركتى دولبى ديجيتال وشركة فروسبايت والاصوات في اللعبة من أهم مميزاتها عن مثيلاتها من الألعاب.

## قبول اللعبة
| تقييم اللعبة  |             |
| 1UP.com       | -A          |
| Edge          | 8/10        |
| Game Informer | 9.5/10      |
| GameSpot      | 9/10        |
| GameSpy       | 4.5/5 stars |
| GameZone      | 9/10        |
| GI            | 9.5/10      |
| XPlay         | 4/5         |
| GameTrailers  | 9.1/10      |

### مبيعات
منذ إصدار اللعبة بيعت 5 ملايين نسخة حول العالم اللعبة تصدرت أكثر الألعاب مبيعا في مارس 2010

## أجزاء اللعبة
| العنوان                 | السنة | الأجهزة                                            |
| ----------------------- | ----- | -------------------------------------------------- |
| باتل فيلد 1942          | 2002  | ميكروسوفت ويندوز، ماكنتوش                          |
| باتلفليد: باد كومباني   | 2008  | بلاي ستيشن 3، إكس بوكس 360                         |
| باتلفليد 1943           | 2009  | إكس بوكس 360 (لايف آركيد)، بلاي ستيشن 3 (نتورك)    |
| باتلفيلد: باد كامباني 2 | 2010  | ويندوز، بلاي ستيشن 3، إكس بوكس 360، آي أو إس       |
| باتلفيلد 3              | 2011  | ويندوز، بلاي ستيشن 3، إكس بوكس 360، آي أو إس (أبل) |

## روابط خارجية
- باتلفيلد: باد كامباني 2 على موقع IMDb (الإنجليزية)